# Desmiphorini

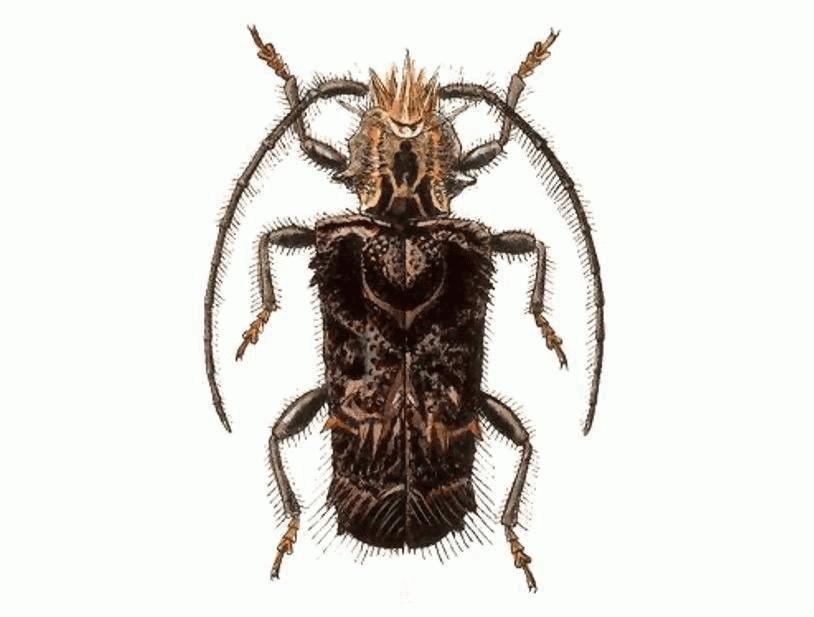
Desmiphora fasciculata

Los desmoforinos (Desmiphorini) son una tribu de coleópteros crisomeloideos de la familia Cerambycidae.
De distribución predominantemente pantropical. Contiene más de 1500 especies en aproximadamente 340 géneros.

## Géneros
Incluye los siguientes géneros:
- Acaua Martins & Galileo, 1995
- Aconopteroides Breuning, 1959
- Aconopterus Blanchard in Gay, 1851
- Adjinga Pic, 1926
- Amblymora Pascoe, 1867
- Amblymoropsis Breuning, 1958
- Amymoma Pascoe, 1866
- Anacasta Aurivillius, 1916
- Anaespogonius Gressitt, 1938
- Anaesthetis Dejean, 1835
- Anaesthetobrium Pic, 1923
- Anaesthetomorphus Pic, 1929
- Ancita Thomson, 1864
- Anhanga Galileo & Martins, 2003
- Anisopeplus Melzer, 1934
- Aragea Hayashi, 1953
- Arhopaloscelis Murzin, Danilevsky & Lobanov, 1981
- Asaperdina Breuning, 1975
- Atelodesmis Buquet, 1857
- Atimiliopsis Breuning, 1974
- Atimiola Bates, 1880
- Australothelais Breuning, 1963
- Baraeomimus Breuning, 1973
- Beloderoides Breuning, 1940
- Blabia Thomson, 1864
- Blabicentrus Bates, 1866
- Bonipogonius Kusama, 1974
- Bucynthia Pascoe, 1866
- Bulborhodopis Breuning, 1948
- Capillicornis
- Catognatha Blanchard in Gay, 1851
- Ceiupaba Martins & Galileo, 1998
- Cervoglenea Gressitt, 1951
- Chaetacanthidius Gilmour, 1948
- Cicatrisestola Breuning, 1947
- Cicatrisestoloides Breuning & Heyrovsky, 1964
- Cicuiara Galileo & Martins, 1996
- Clytosemia Bates, 1884
- Coeloprocta Aurivillius, 1926
- Cotycicuiara Galileo & Martins, 2008
- Cotyschnolea Martins & Galileo, 2006
- Cristatosybra Breuning, 1959
- Curuapira Martins & Galileo, 1998
- Cylindilla Bates, 1884
- Cymatonycha Bates, 1874
- Cyocyphax Thomson, 1878
- Desmiphora Audinet-Serville, 1835
- Diadelia Waterhouse, 1882
- Diadelioides Breuning, 1940
- Diadeliomimus Breuning, 1958
- Diliolophus Bates, 1885
- Disgregus Galileo & Martins, 2009
- Dolichestola Breuning, 1942
- Dorcaschesis Heller, 1924
- Ectatina Gahan, 1907
- Ectatosia Pascoe, 1857
- Epicasta J. Thomson, 1864
- Esaguasu Galileo & Martins, 2007
- Essisus Pascoe, 1866
- Estola Fairmaire & Germain, 1859
- Estoloides Breuning, 1940
- Estolomimus Breuning, 1940
- Etyma Galileo & Martins, 2012
- Euestola Breuning, 1943
- Eugrapheus Fairmaire, 1896
- Eunidiella Breuning, 1940
- Eupogoniopsis Breuning, 1949
- Eupogonius LeConte, 1852
- Euryclytosemia Hayashi, 1963
- Euseboides Gahan, 1893
- Falsadjinga Breuning, 1959
- Falsamblymora Breuning, 1959
- Falsapomecyna Breuning, 1942
- Falsatimura Pic, 1926
- Falsestoloides Breuning, 1954
- Falseunidia Breuning, 1943
- Falsohyagnis Breuning, 1940
- Falsorsidis Breuning, 1959
- Falsoserixia Pic, 1926
- Falsostesilea Breuning, 1940
- Gibbestola Breuning, 1940
- Gibbestoloides Breuning, 1940
- Graphidessa Bates, 1884
- Gyrpanetes Martins & Galileo, 1998
- Hallothamus Thomson, 1868
- Heteresmia Monné, 2005
- Hoplorana Fairmaire, 1896
- Ibypeba
- Icublabia Galileo & Martins, 2003
- Illaena Erichson, 1842
- Inermaegocidnus Breuning, 1961
- Inermestola Breuning, 1942
- Inermestoloides Breuning, 1966
- Iphiothe Pascoe, 1866
- Ischnolea Thomson, 1860
- Ischnoleomimus Breuning, 1940
- Iurubanga Martins & Galileo, 1996
- Jolyellus Galileo & Martins, 2007
- Kerodiadelia Sudre & Teocchi, 2002
- Lamiessa Bates, 1885
- Languriomorpha Fisher, 1925
- Laoterinaea Breuning, 1965
- Malthonea Thomson, 1864
- Mesolamia Sharp, 1882
- Mesotroea Breuning, 1939
- Metalamia Breuning, 1959
- Metallographeus Breuning, 1970
- Metasulenus Breuning, 1971
- Meton Pascoe, 1862
- Miccolamia Bates, 1884
- Micratelodesmis
- Microrhodopina Breuning, 1982
- Mimacalolepta Breuning, 1976
- Mimadjinga Breuning, 1940
- Mimalblymoroides Breuning, 1971
- Mimancita Breuning, 1938
- Mimapatelarthron Breuning, 1940
- Mimasyngenes Breuning, 1950
- Mimauxa Breuning, 1957
- Mimectatina Aurivillius, 1927
- Mimepaphra Breuning, 1976
- Mimeremon Breuning, 1967
- Mimesteloides Breuning, 1974
- Mimestola Breuning, 1940
- Mimestoloides Breuning, 1974
- Mimetaxalus Breuning, 1957
- Mimeuseboides Breuning, 1967
- Mimipochira Breuning, 1956
- Mimocentrura Breuning, 1940
- Mimodiadelia Breuning, 1970
- Mimodystasia Breuning, 1956
- Mimogmodera Breuning
- Mimogyaritus Fisher, 1925
- Mimohomonoea Breuning, 1961
- Mimolophia Breuning, 1940
- Mimomorpha Newman, 1842
- Mimomulciber Breuning, 1942
- Mimopogonius Breuning, 1974
- Mimoricopis Breuning, 1969
- Mimoscapeuseboides Breuning, 1976
- Mimosciadella Breuning, 1958
- Mimoserixia Breuning, 1963
- Mimostedes Breuning, 1958
- Mimostenellipsis Breuning, 1956
- Mimothelais Breuning, 1958
- Mimotroea Breuning, 1939
- Mimovitalisia Breuning, 1959
- Mimoxylotoles Breuning, 1962
- Mimozotale Breuning, 1951
- Monnetyra
- Murupi Martins & Galileo, 1998
- Mynonebra Pascoe, 1864
- Myonebrides Breuning, 1957
- Nedine Thomson, 1864
- Neocolobura Monné, 2005
- Neoepaphra Fisher, 1935
- Nepagyrtes Martins & Galileo, 1998
- Nicarete Thomson, 1864
- Nonyma Pascoe, 1864
- Nyoma Duvivier, 1892
- Oiceaca Martins & Galileo, 1998
- Oplosia Mulsant, 1863
- Othelais Pascoe, 1866
- Otroea Pascoe, 1866
- Otroeopsis Breuning, 1939
- Panegyrtes Thomson, 1868
- Parablabicentrus Dalens, Touroult & Tavakilian, 2009
- Paradesmiphora Breuning, 1959
- Paradiadelia Breuning, 1940
- Paradjinga Breuning, 1970
- Paramblymora Breuning, 1961
- Paranaesthetis Breuning, 1982
- Paraphronastes Breuning, 1980
- Pararhopaloscelides Breuning, 1947
- Parasalvazaon Breuning, 1958
- Parasophronica Breuning, 1982
- Parasophroniella Breuning, 1943
- Parasulenus Breuning, 1957
- Paratimiola Breuning, 1965
- Parectatina Breuning, 1959
- Parectatosia Breuning, 1940
- Paressisus Aurivillius, 1917
- Parestola Bates, 1880
- Pareuseboides Breuning, 1948
- Parischnolea Breuning, 1942
- Penthides Matsushita, 1933
- Periestola Breuning, 1943
- Phaeapate Pascoe, 1865
- Phlyarus Pascoe, 1858
- Piimuna Martins & Galileo, 1998
- Pilomecyna Breuning, 1940
- Piruana Galileo & Martins, 1998
- Piruauna Galileo & Martins, 1998
- Pithomictus Pascoe, 1864
- Pogonillus Bates, 1885
- Probatodes Thomson, 1864
- Psenocerus LeConte, 1852
- Pseudanaesthetis Pic, 1922
- Pseudancita Breuning, 1949
- Pseudauxa Breuning, 1966
- Pseudectatosia Breuning, 1940
- Pseudepaphra Breuning, 1956
- Pseudestola Breuning, 1940
- Pseudestoloides Breuning & Heyrovsky, 1961
- Pseudeuseboides Breuning, 1968
- Pseudischnolea Breuning, 1953
- Pseudocentruropsis Breuning, 1961
- Pseudonicarete Breuning, 1980
- Pseudopharsalia Breuning, 1969
- Pseudoricopis Breuning, 1970
- Pseudostyne Breuning, 1940
- Pseudoterinaea Breuning, 1940
- Pseudotmesisternus Breuning, 1951
- Ptericoptomimus Melzer, 1935
- Pterolophioides Breuning, 1942
- Pterolophosoma Vitali, 2006 †
- Quasimesosella Miroshnikov, 2006
- Rhopaloscelis Blessig, 1873
- Rufosophronica Breuning, 1971
- Salvazaon Pic, 1928
- Scapeuseboides Breuning, 1958
- Scaposerixia Breuning, 1975
- Serixiomimus Breuning, 1966
- Setosophroniella Breuning, 1961
- Similonedine Hua, 1992
- Sophronica Blanchard, 1845
- Sophronisca Aurivillius, 1910
- Sormidomorpha Aurivillius, 1920
- Soupha Breuning, 1963
- Sphigmothorax Gressitt, 1939
- Spinodiadelia Breuning, 1960
- Spinosophronica Breuning, 1961
- Spinosophroniella Breuning,
- Spinostenellipsis Breuning, 1959
- Spinozorilispe Breuning, 1963
- Stenidea Mulsant, 1842
- Stenocentrura Breuning, 1948
- Stereomerus Melzer, 1934
- Striatanaesthetis Breuning, 1957
- Striomecyna Breuning, 1958
- Striononyma Breuning, 1961
- Sulenopsis Breuning, 1958
- Sulenus Lacordaire, 1872
- Sybrinus Gahan, 1900
- Sybrocentrura Breuning, 1947
- Sybrodoius Breuning, 1957
- Sydonia Thomson, 1864
- Taelosilla Thomson, 1868
- Temnolamia Breuning, 1961
- Terinaea Bates, 1884
- Tesapeus
- Tetrorea White, 1846
- Tetroreopsis Breuning, 1940
- Thereselia Pic, 1946
- Tigrinestola Breuning, 1949
- Trichadjinga Breuning, 1975
- Trichauxa Breuning, 1958
- Trichestola Breuning, 1950
- Trichocnaeia Breuning, 1959
- Trichodiadelia Breuning, 1940
- Trichoserixia Breuning, 1965
- Trichosophroniella Breuning, 1958
- Trichostenidea Breuning, 1948
- Trichotroea Breuning, 1956
- Tropidema Thomson, 1864
- Tuberodiadelia Breuning, 1958
- Tuberothelais Breuning, 1963
- Unelcus Thomson, 1864
- Ussurella Danilevsky, 1997
- Veloroides Breuning, 1956
- Veloropsis Breuning, 1969
- Zotalemimon Pic, 1925